# Accidente de helicóptero de Móstoles
El Accidente de helicóptero de Móstoles se produjo el 1 de diciembre de 2005 en el exterior de la plaza de toros de Móstoles (Madrid) cuando un helicóptero que acababa de despegar desde la plaza se precipitó contra el suelo. A bordo viajaban seis personas, entre ellas el presidente del Partido Popular, Mariano Rajoy, y la presidenta de la Comunidad de Madrid, Esperanza Aguirre. No hubo víctimas mortales y solamente dos pasajeros resultaron heridos leves.
El helicóptero se elevó hasta una altura de 8 metros y una vez rebasadas las gradas de la plaza entró en descenso rápido, impactó con la pared exterior de la plaza y finalmente se estrelló contra el suelo. El helicóptero quedó destruido, pero no se incendió y el habitáculo quedó prácticamente intacto. Todos los pasajeros se mantuvieron conscientes y pudieron evacuar el helicóptero por su propio pie.
El accidente fue investigado por la Comisión de Investigación de Accidentes e Incidentes de Aviación Civil (CIAIAC) que concluyó que la causa probable del accidente fue la pérdida de efectividad del rotor de cola que provocó el descontrol del helicóptero y su caída. Contribuyeron al accidente el despegue en un área confinada, el exceso de peso y la falta de preparación del piloto.

## Antecedentes
El helicóptero era un Bell 206 L4T de doble motor con matrícula EC-HCT fabricado en 1994 y operado por la compañía Helisureste, con capacidad para siete personas. Dos días antes del accidente había renovado su certificado de aeronavegabilidad. El helicóptero era utilizado desde enero de 2005 por las Brigadas Especiales de Seguridad Ciudadana de la Comunidad de Madrid (BESCAM) para la prevención de delitos y como medio de transporte e intervención rápida. Disponía de equipamiento especial para policía incluyendo localización GPS, comunicación multibanda y megafonía.
El piloto del helicóptero era un piloto comercial de 39 años con un total de 2475 horas de vuelo en helicóptero, aunque su experiencia con el modelo accidentado era más limitada: 96 horas, 34 de ellas en el último año. Llevaba solamente dos días trabajando en el servicio de las BESCAM cubriendo una suplencia y estaba realizando las horas necesarias de vuelo para revalidar su licencia en el Bell 206 L4T, que estaba a punto de caducar.
La plaza de toros de Móstoles, inaugurada en 1995 y con un aforo máximo de 5000 personas, se encuentra a las afueras del casco urbano de la ciudad de Móstoles en la Comunidad de Madrid (España). Tiene un ruedo de 48 metros de diámetro rodeado por graderíos que alcanzan los 14 m de altura en su parte oeste, mientras que la parte más baja, situada al este, tiene 6 m de altura. Junto a la plaza hay una superficie de tierra usada como aparcamiento de camiones que estaba libre el día del accidente.

## Accidente
Hacia las 09:30 (CET) del 1 de diciembre de 2005 el piloto llegó al Aeródromo de Cuatro Vientos para realizar un vuelo rutinario con un policía del servicio de las Brigadas Especiales de Seguridad Ciudadana de la Comunidad de Madrid (BESCAM), quien le informó de que ese día tendría que transportar a personalidades civiles. A las 10:23 el helicóptero despegó rumbo a Móstoles, en cuya plaza de toros aterrizó diez minutos más tarde. A los pocos minutos despegó desde la arena para ensayar el vuelo de personalidades que iba a realizar más tarde, hizo un recorrido hasta el Parque Finca Liana y hacia las 11:30 regresó a la plaza.
A las 12:15 volvieron a arrancar los motores del helicóptero en la plaza de toros de Móstoles. Dos minutos más tarde se inició el despegue con seis personas a bordo: el presidente del Partido Popular, Mariano Rajoy, la presidenta de la Comunidad de Madrid, Esperanza Aguirre, el alcalde de Móstoles, Esteban Parro, el cámara de Antena 3, Fernando Maté, el piloto y el copiloto, policía de las BESCAM.

Diagrama del accidente

El helicóptero se elevó hasta una altura de 8 metros. Cuando alcanzó la zona de graderío comenzó a girar a la derecha y una vez rebasadas las gradas de la plaza viró descontroladamente a la derecha, entró en descenso rápido, chocó con la pared exterior de la plaza, después impactó contra el suelo con los esquís y finalmente volcó hacia el
lateral izquierdo, donde quedó apoyado a pocos metros de la carretera de Extremadura (A-5).
El helicóptero quedó destruido al romperse las palas, el rotor principal, el cono y rotor de cola y los patines de aterrizaje, pero no se incendió y el habitáculo quedó prácticamente intacto. Todos los pasajeros se mantuvieron conscientes y evacuaron el helicóptero con ayuda del personal que se encontraba en los alrededores. Pedro Ruiz, conductor del autobús del PP, llegó a buscar un extintor por si el aparato se incendiaba, pero no fue necesario utilizarlo.
Los periodistas que estaban siguiendo el acto vieron el accidente desde la plaza y desde un autobús en el exterior. El accidente fue grabado en vídeo por varios medios de comunicación desde el exterior del helicóptero y el cámara de Antena 3 grabó el accidente desde el interior. Estas grabaciones fueron posteriormente utilizadas por los investigadores de la CIAIAC para determinar las circunstancias del accidente.

## Víctimas

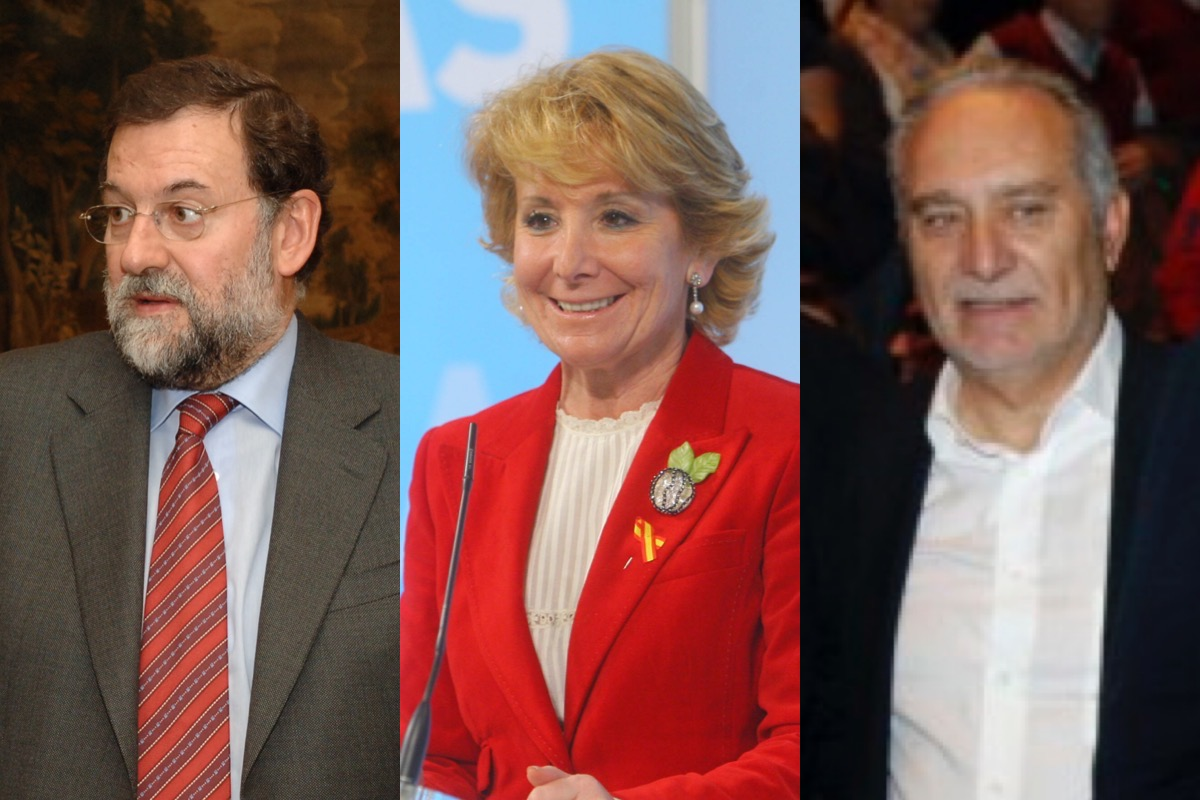
Mariano Rajoy, Esperanza Aguirre y Esteban Parro iban en el helicóptero

A bordo del helicóptero viajaban seis personas: el presidente del Partido Popular, Mariano Rajoy, la presidenta de la Comunidad de Madrid, Esperanza Aguirre, el alcalde de Móstoles, Esteban Parro, el cámara de Antena 3, Fernando Maté, el piloto y el copiloto. Todos sobrevivieron al accidente, cuatro de ellos ilesos y dos con heridas leves. Se mantuvieron conscientes durante la caída y el choque contra el suelo y pudieron salir del aparato por su propio pie. El personal que se encontraba por la zona acudió rápidamente a ayudarles.
Posteriormente, todos fueron trasladados al Hospital de Móstoles, excepto Aguirre que decía encontrarse «perfectamente». Rajoy sufrió una fractura en un dedo y una luxación en otro, ambos de la mano derecha, y fue ingresado en el Hospital de Móstoles, donde le escayolaron los dedos. Pasada la medianoche recibió el alta médica y al día siguiente continuó con su agenda política. El cámara de Antena 3  y el alcalde de Móstoles sufrieron contusiones y los pilotos resultaron ilesos.

## Reacciones
Tras el accidente, Aguirre declaró que se podían «haber matado» y que habían «vuelto a nacer». El secretario del PP, Ángel Acebes, aseguró que Rajoy se dio cuenta de que el helicóptero se iba a estrellar e intentó sentarse bien para minimizar el impacto, mientras que el alcalde de Móstoles, Esteban Parro, dijo que hasta que no estuvieron en el suelo no fueron conscientes de lo que había sucedido. Varias personalidades españolas se interesaron por el estado de salud de Rajoy y Aguirre, entre ellos los reyes Juan Carlos y Sofía, el príncipe Felipe, el presidente del Gobierno, José Luis Rodríguez Zapatero, y el presidente de honor del Partido Popular, José María Aznar.
El presidente del Parlamento Europeo, Josep Borrell, dijo con ironía sobre el accidente que «eso les pasa por ir a los toros en helicóptero. Menos mal que han salido ilesos», aunque horas después se disculpó por la broma lamentando la trascendencia que los medios de comunicación habían dado a su comentario. Aguirre afirmó que las declaraciones de Borrell estaban fuera de tono.
Al día siguiente del accidente, el vídeo grabado por la cámara de televisión de Localia y emitido por varias cadenas levantó sospechas sobre las circunstancias del accidente. La grabación parecía mostrar dos objetos negros impactando o desprendiéndose del helicóptero mientras volaba: uno desde el suelo y otro desde arriba. Sin embargo, expertos en imagen achacaron las sombras a un posible efecto de la cámara.
El presidente de la Asociación de Pilotos de Helicópteros, Mariano Aguilera, criticó el uso de una plaza de toros como lugar de aterrizaje y despegue y apuntó a la relación peso-potencia como posible causa del accidente, destacando que el margen de seguridad del piloto para la maniobra estaba al límite. El Sindicato Español de Pilotos de Líneas Aéreas (SEPLA) dijo que el accidente reflejaba la precariedad del sector de trabajos aéreos en España e informó de que la operadora del helicóptero ya había sufrido cuatro accidentes el año anterior.

## Investigación

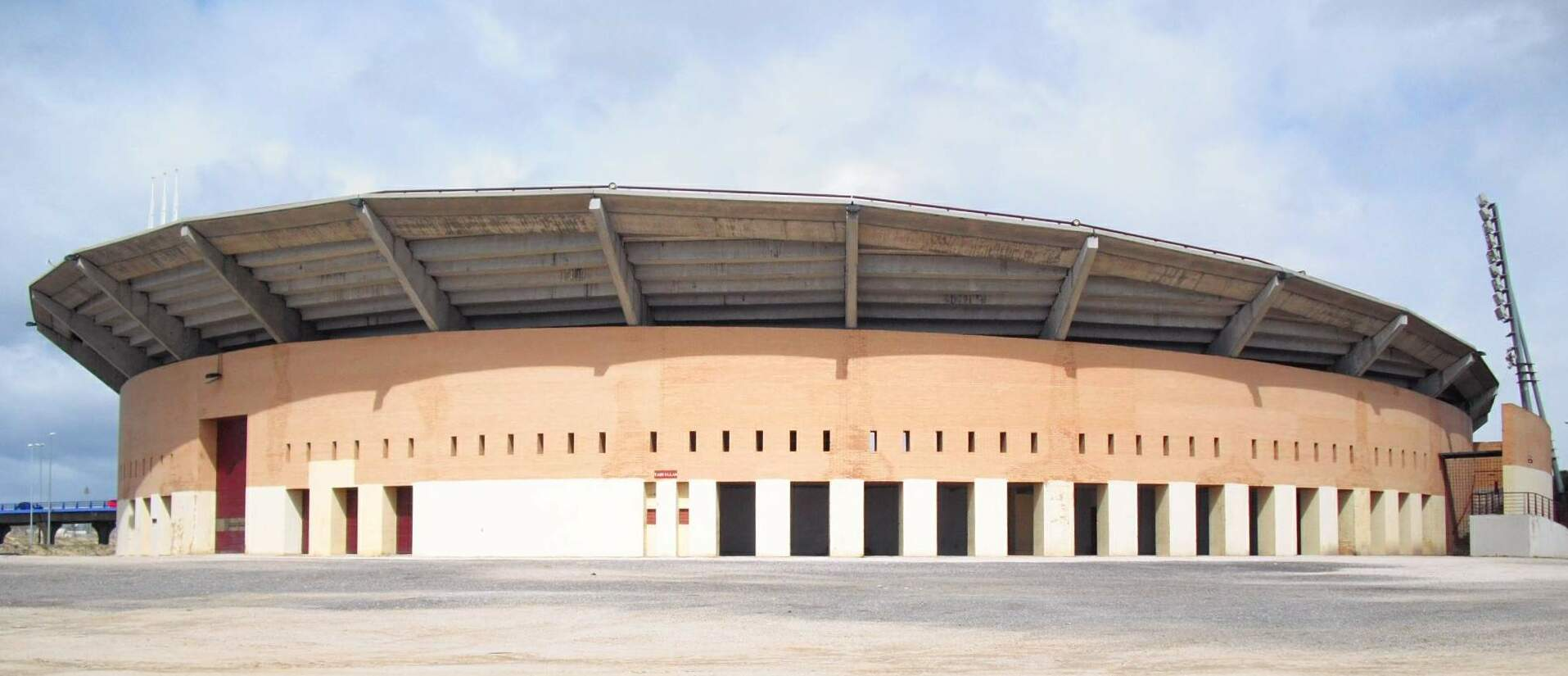
Plaza de toros de Móstoles

El accidente fue investigado por la Comisión de Investigación de Accidentes e Incidentes de Aviación Civil (CIAIAC), que publicó su informe técnico el 30 de mayo de 2007. La investigación concluyó que la causa probable del accidente fue la pérdida de efectividad del rotor de cola (LTE, Loss of tail-rotor effectiveness) que provocó el descontrol del helicóptero y su caída. El informe describe los factores que contribuyeron al accidente: el despegue en un área confinada, la mala preparación de las características especiales del vuelo, el desconocimiento del piloto del fenómeno de pérdida de efectividad del rotor de cola, el peso superior al peso máximo al despegue (MTOW) y la falta de entrenamiento del piloto en despegues de máxima potencia.
Tras la investigación, la CIAIAC emitió cuatro recomendaciones de seguridad. A la Dirección General de Aviación Civil (DGAC) recomendó incluir el fenómeno de pérdida de efectividad del rotor de cola en los programas de formación y distribuir información de dicho fenómeno. También le recomendó requerir al operador que en el helicóptero hubiera la información para hacer los cálculos de peso. Al operador del helicóptero le recomendó realizar procedimientos para limitar los riesgos de las áreas confinadas.

## Legado
En abril de 2006, un usuario del foro Google Earth Community bajo el seudónimo USFer descubrió que la fotografía aérea de Google Earth mostraba la imagen de un helicóptero posado en el centro de la plaza de toros de Móstoles. El Ayuntamiento de Móstoles explicó que no había habido ningún otro helicóptero en la plaza desde el accidente. Además, se señaló que coincidían la orientación del aparato y la posición de las sombras con la hora en la que el helicóptero estaba en la arena. Frank McVey, experto en aviación y usuario del mismo foro, corroboró que la imagen, capturada por Digital Globe para Google Earth, era del 1 de diciembre de 2005, fecha del accidente.
Un año después del accidente, el gobierno de la Comunidad de Madrid todavía no había reemplazado el servicio que ofrecía el helicóptero accidentado. Finalmente, casi dos años después del accidente, la ciudad de Móstoles volvió a tener un helicóptero de las BESCAM.
Diez años después del accidente, Rajoy confesó que no había vuelto a montarse en helicóptero nunca más desde el accidente porque decía que no le compensaba. Por ejemplo, cuando en 2015 se produjo el accidente del Vuelo 9525 de Germanwings en los Alpes, Hollande y Merkel fueron a la zona del accidente en veinte minutos en helicóptero mientras que Rajoy decidió ir en coche y tardó tres horas en llegar.
En diciembre de 2015, el piloto falleció en otro accidente de helicóptero ocurrido en Parres (Asturias) mientras trabajaba en la extinción de un incendio en La Roza. Llevaba poco más de un mes trabajando en el servicio autonómico de emergencias, aunque no era su primera temporada. La investigación determinó que la causa del accidente fue un impacto en vuelo controlado contra el terreno debido a la desorientación del piloto por encontrarse en un entorno visual degradado.